# Usta
Usta is een geslacht van vlinders uit de familie van de nachtpauwogen (Saturniidae). De wetenschappelijke naam van dit geslacht werd in 1863 gepubliceerd door Hans Daniel Johan Wallengren.
Wallengren wees als typesoort van dit geslacht de soort Saturnia wallengrenii Felder [& Felder] aan. Cajetan von Felder en Rudolf Felder hadden deze soort in 1859 naar Wallengren vernoemd. Ze was door Johan August Wahlberg verzameld in zuidelijk Afrika.

## Soorten
- U. alba Terral & Lequeux, 1991
- U. angulata Rothschild, 1895
- U. biplaga Rebel, 1912
- U. grantae Terral & Lequeux, 1991
- U. subangulata Bouvier, 1930
- U. terpsichore (Maassen & Weyding, 1885)
- U. wallengrenii (Felder & Felder, 1859)